# Enjoy! Records
Enjoy! Records is een onafhankelijk Oekraïens platenlabel opgericht in 2014 door Igor Tarnopolsky.
Huidige artiesten op het label zijn Onuka, Jamala, The Maneken, Pur:Pur, Bahroma, en Vivienne Mort. Ook werkt het label samen met Brunettes Shoot Blondes en Sophie Villy.